# پایگاه نیروی هوایی پاکستان در مینهاس
 پایگاه نیروی هوایی پاکستان در مینهاس (به انگلیسی: PAF Base Minhas) یک فرودگاه نظامی است که یک باند فرود آسفالت دارد و طول باند آن ۳۰۳۳ متر است. این فرودگاه در کشور پاکستان قرار دارد و در ارتفاع ۳۱۲ متری از سطح دریا واقع شده است.